# Woodsia neomexicana
Woodsia neomexicana är en hällebräkenväxtart som beskrevs av Michael D. Windham. Woodsia neomexicana ingår i släktet Woodsia och familjen Woodsiaceae. Inga underarter finns listade.